# Instituto Social de las Fuerzas Armadas
El Instituto Social de las Fuerzas Armadas (ISFAS) es un organismo público español, adscrito al Ministerio de Defensa a través de su Subsecretaría, que dispone de personalidad jurídica y autonomía para el cumplimiento de sus fines, esto es, la gestión del régimen especial de la Seguridad Social de las Fuerzas Armadas.
En razón de la naturaleza de su actividad profesional y el ámbito en que se desarrolla, se integran en el colectivo protegido por el ISFAS,  el personal militar de las Fuerzas Armadas y la Guardia Civil, el personal estatutario del CNI y el personal civil de cuerpos adscritos al Ministerio de Defensa, que tienen la condición de titulares del derecho o asegurados, así como sus familiares o asimilados, siempre que reúnan los requisitos de convivencia, dependencia económica y no pertenencia a otro régimen de seguridad social.
A fecha de 31 de diciembre de 2022, el ISFAS gestiona la asistencia sanitaria de un colectivo de 559 887 personas, entre titulares y beneficiarios.
El Instituto Social de las Fuerzas Armadas forma parte del Sistema Nacional de Salud junto con los servicios de salud de las comunidades autónomas, el INGESA y las otras mutualidades de funcionarios (MUFACE y MUGEJU). Como administración sanitaria, garantiza a su colectivo protegido el contenido de la cartera común de servicios del SNS, en consonancia con lo que en cada momento se establezca por la normativa sanitaria de aplicación general en todo el sistema, si bien con las especiales características del modelo de asistencia sanitaria concertada, definido por su normativa específica.

## Historia
Creado por la Ley 28/1975 de 27 de junio, sobre Seguridad Social de las Fuerzas Armadas, aunque plenamente activo desde octubre de 1978, el ISFAS es el heredero de todas aquellas políticas de prevención y seguro social para los militares, que se remontan al siglo XIII y que fueron afianzándose, sobre todo desde el siglo XVIII: Sanidad Militar, Cuerpo de Inválidos, Montepíos Militares, Colegios de Huérfanos y Benemérito Cuerpo de Mutilados.
Ya en las Partidas del rey Alfonso X «El Sabio» (1221-1284) quedaba legislado, en el Título XXV, Ley II «como deben ser fechas las enmiendas que los homes reciben en sus cuerpos». Se establecían las «erechas», compensación o forma de resarcir los daños recibidos en sus cuerpos los hombres en la guerra. La Segunda Partida, las dividía en cuatro «guisas». Tres eran por vida, estableciéndose una tabla en la que dividiéndose las distintas heridas, estas tenían una valoración diferente y su compensación en «maravedises» estaba en función de las mismas o número de ellas. La cuarta era «cuando lo matassen los enemigos dellos en cavalgada o en otra manera de guerra». Su compensación se establecía en ciento cincuenta "maravedises" para los caballeros y la mitad para los peones.

## Lista de gerentes
1. Alfredo Caso Montaner (1978-1985)
2. Ricardo Alfredo Robles Montaña (1985-1994)[5]
3. José Antonio Sánchez Velayos (1994-2000)[6]
4. Esteban Rodríguez Viciana (2000-2005)
5. Carmen Briones González (2005-2008)[7]
6. Celia Abenza Rojo (2008-2012)[8]
7. María Soledad Álvarez de Miranda Delgado (2012-2018)[9]
8. José Ramón Plaza Salazar (2018-2020)[10]
9. José Luis Modrego Navarro (2020-2022)[11]
10. José Javier Rodrigo de Azpiazu (2022-presente)[12]